# Otto Moebus

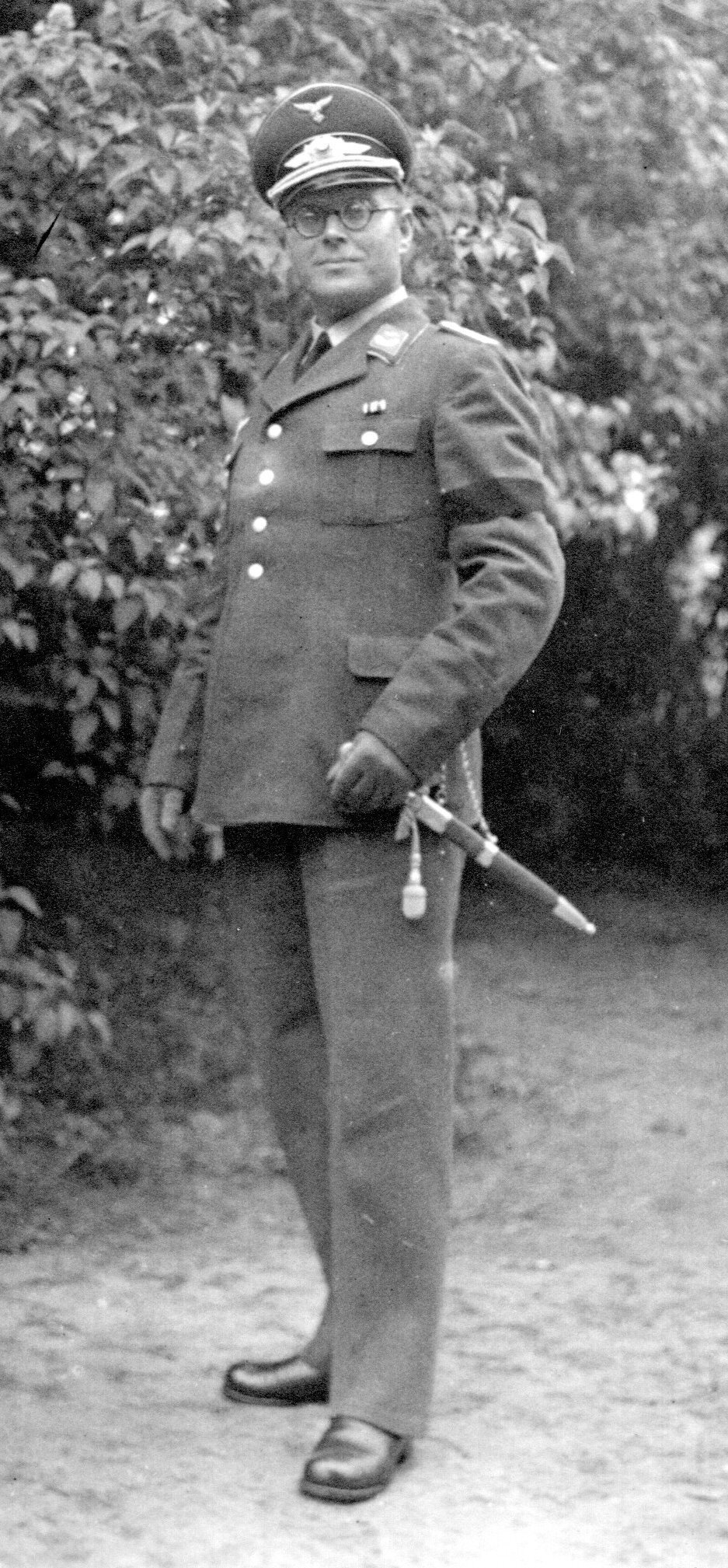
Otto Moebus im Sommer 1936

Otto Moebus (* 21. Januar 1891 in Siefersheim; † 16. September 1970 in Alzey) war ein hessischer Politiker (HBB) und ehemaliger Abgeordneter des Landtags des Volksstaates Hessen in der Weimarer Republik.

## Leben
Otto Moebus war der zweite Sohn des Gutsbesitzers Johannes Moebus und dessen Frau Katharina geborene Wörth. Otto Moebus war in erster Ehe mit Käthe geborene Ritter verwitwete Knudsen verheiratet. Mit dieser hatte er vier Kinder. Am 15. Juli 1955 heiratete er in zweiter Ehe Marie Helene geborene Döring.
Otto Moebus studierte in München, Berlin und Straßburg und war später Landwirt und Weingutbesitzer in Siefersheim.

## Politik
Otto Moebus war von 1923 bis 1929 Bürgermeister in Siefersheim. Von 1924 bis 1931 gehörte er für den Bauernbund dem hessischen Landtag an.